# Herrängens gård, Gubbängen

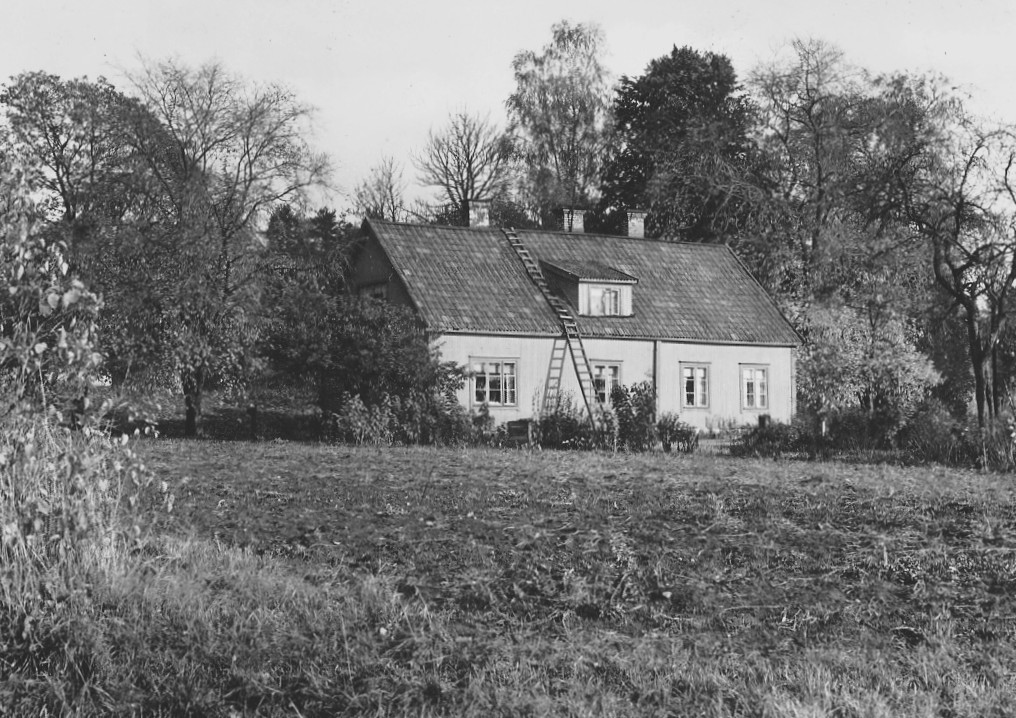
Herrängens gård 1944.

Herrängens gård var en bondgård i nuvarande stadsdelen Gubbängen i södra Stockholm. Herrängens gård och närbelägna Gubbängens gård bildade stadsdelens ursprungliga kärna. Ingen av dem finns längre kvar.

## Historik

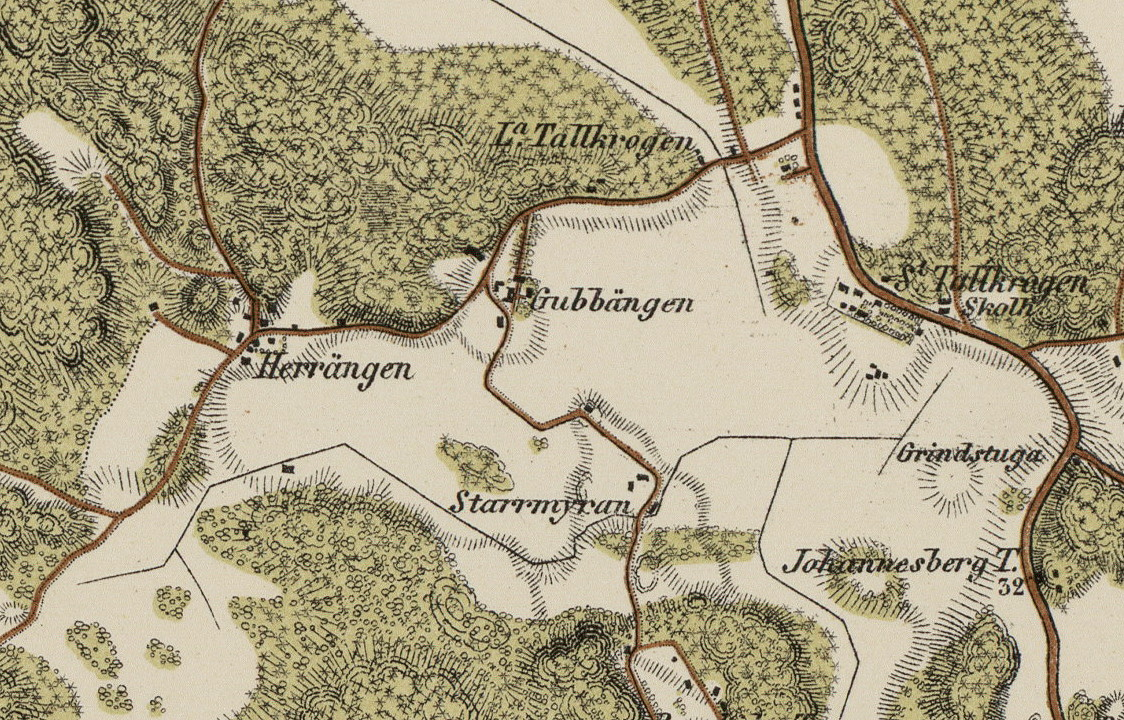
Herrängen på 1860-talet.

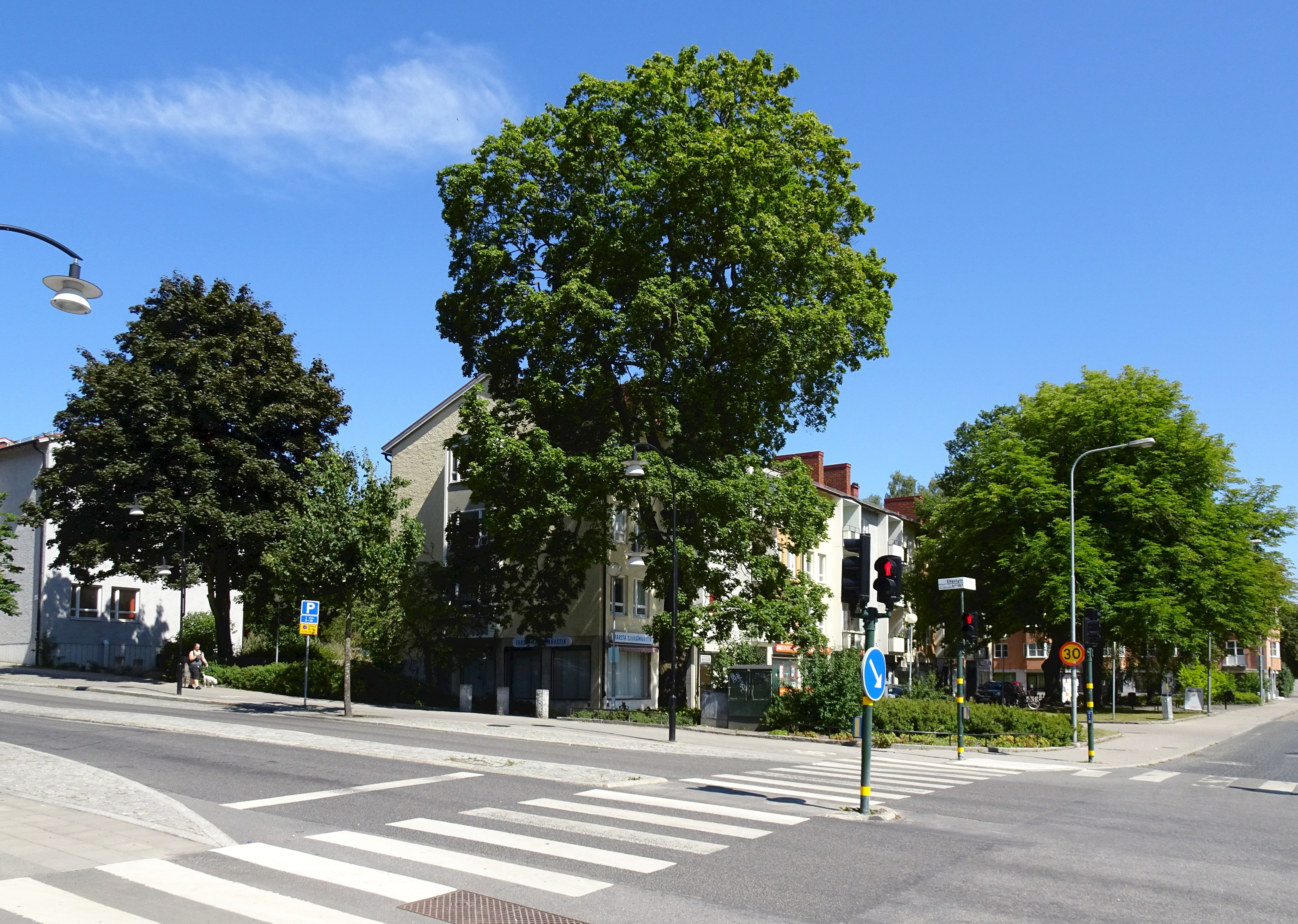
Gårdens lönn i hörnet Lingvägen / Gubbängsvägen, 2016.

Herrängens gårds huvudbyggnad låg vid landsvägen som ledde till Dalarövägen, ungefär i hörnet Lingvägen / Gubbängsvägen. Mitt på dagens Gubbängstorget, där Gubbängens centrum nu finns, låg gårdens trädgård. Gårdens ladugård låg strax väster om nuvarande Gubbängstorget och en statarlänga mitt i nuvarande Lingvägen. 
Gården etablerades  under 1800-talet cirka 500 meter väster om Gubbängens gård som är känd sedan tidigt 1600-tal. Herrängens och Gubbängens ägor hörde till stor del till frälsehemmanet Ersta. Området förvärvades 1908 av Stockholms stad. I stadsplanen för Gubbängen fanns ingen plats för varken Gubbängen eller Herrängen. Den senare revs i mitten av 1940-talet, när nya Gubbängens bebyggelse började växa upp. Gubbängens huvudbyggnad försvann 1965.
Under många år kvarstod gårdens vårdträd på Gubbängstorget och syns på äldre fotografier. Det ersattes senare av ett liknande träd. En av gårdens lönnar finns dock fortfarande kvar och står i hörnet Lingvägen/Gubbängsvägen. Till gården hörde även torpet Majro eller Mareiro som låg cirka 260 meter väster om huvudbyggnaden (ungefär i dagens kvarter Spännknekten). Torpet gav namn år Majrovägen och Majroskogen.

## Historiska bilder

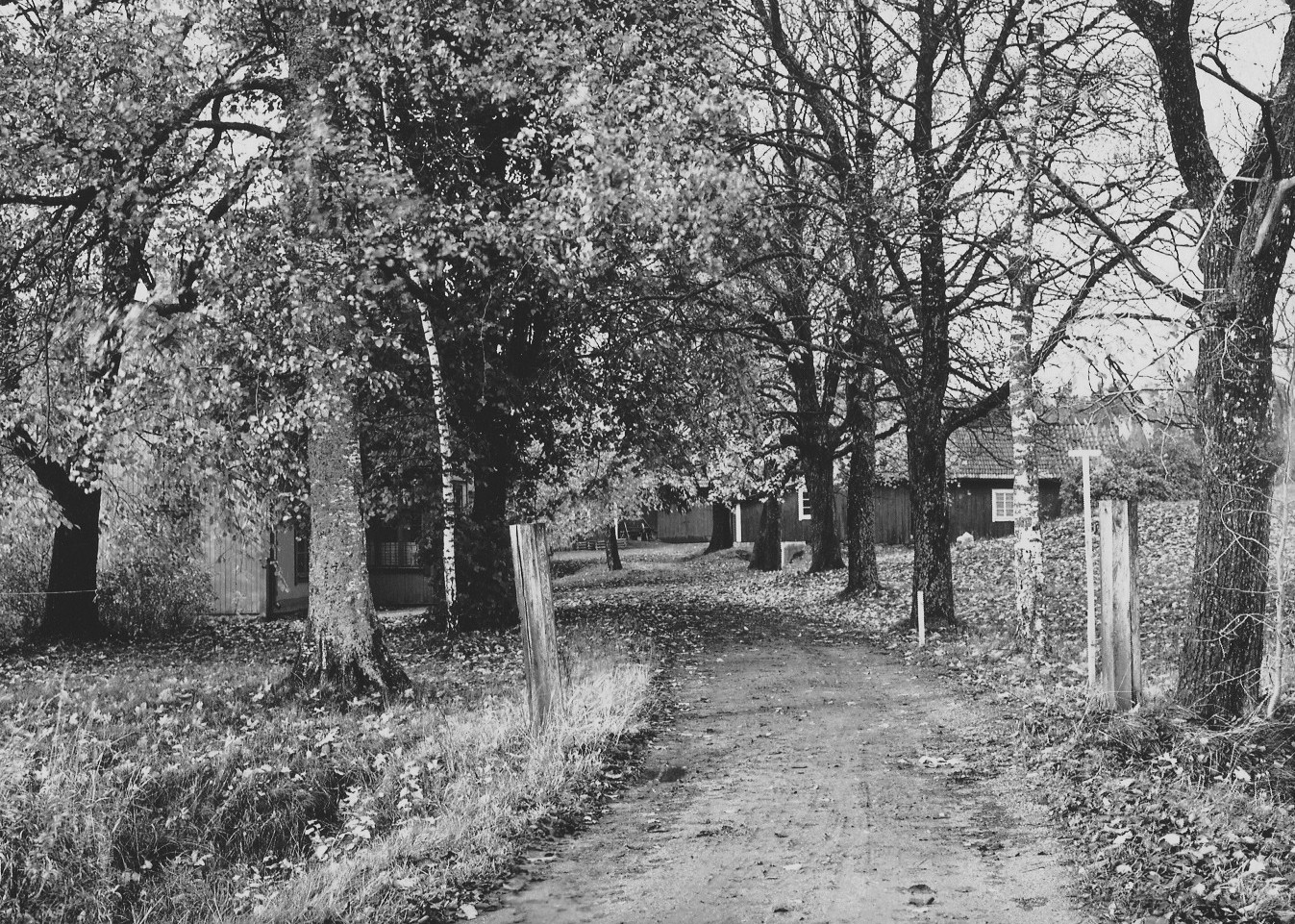
Gårdsinfarten
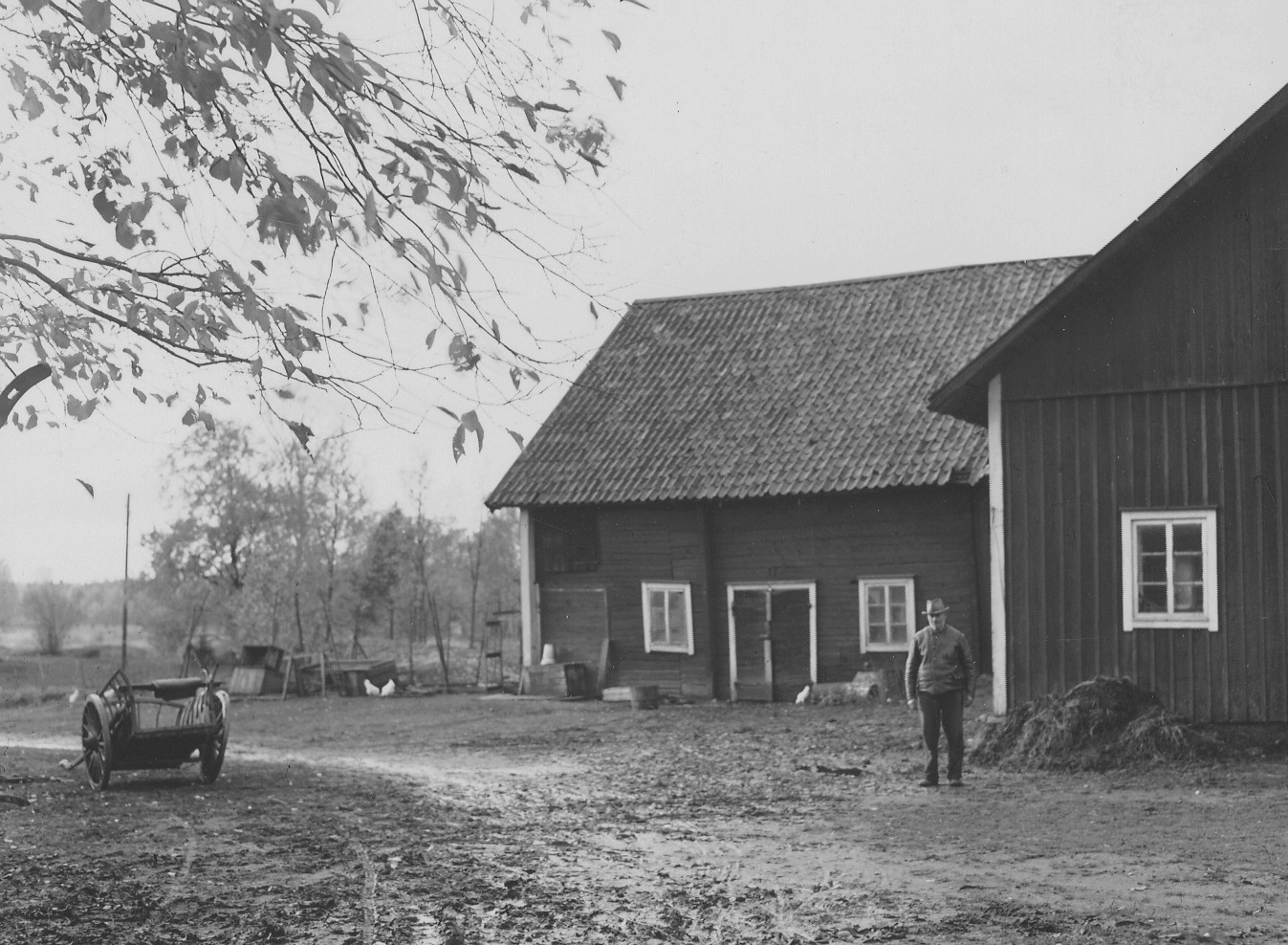
Ladugården
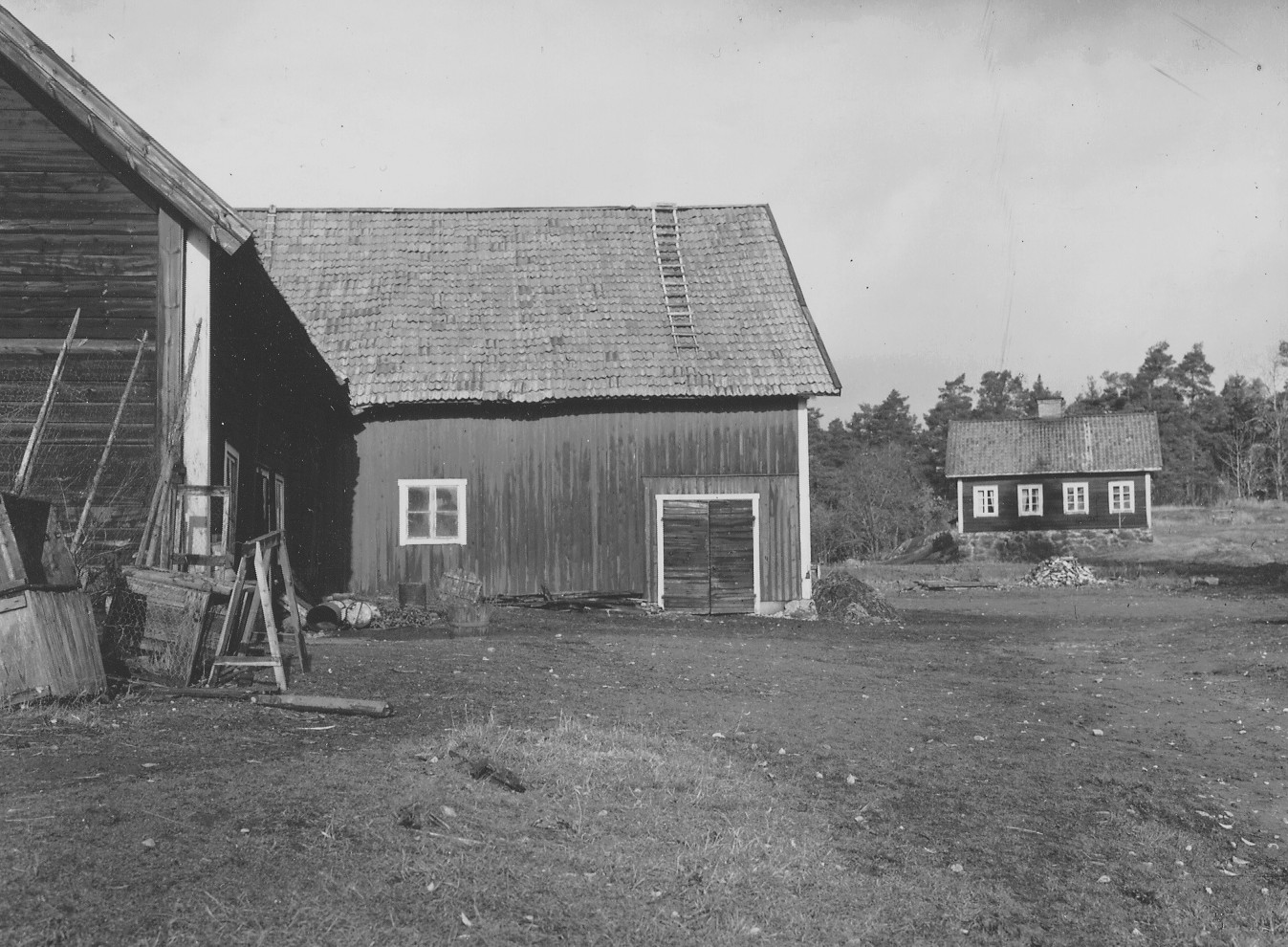
Ladugården och statarlängan
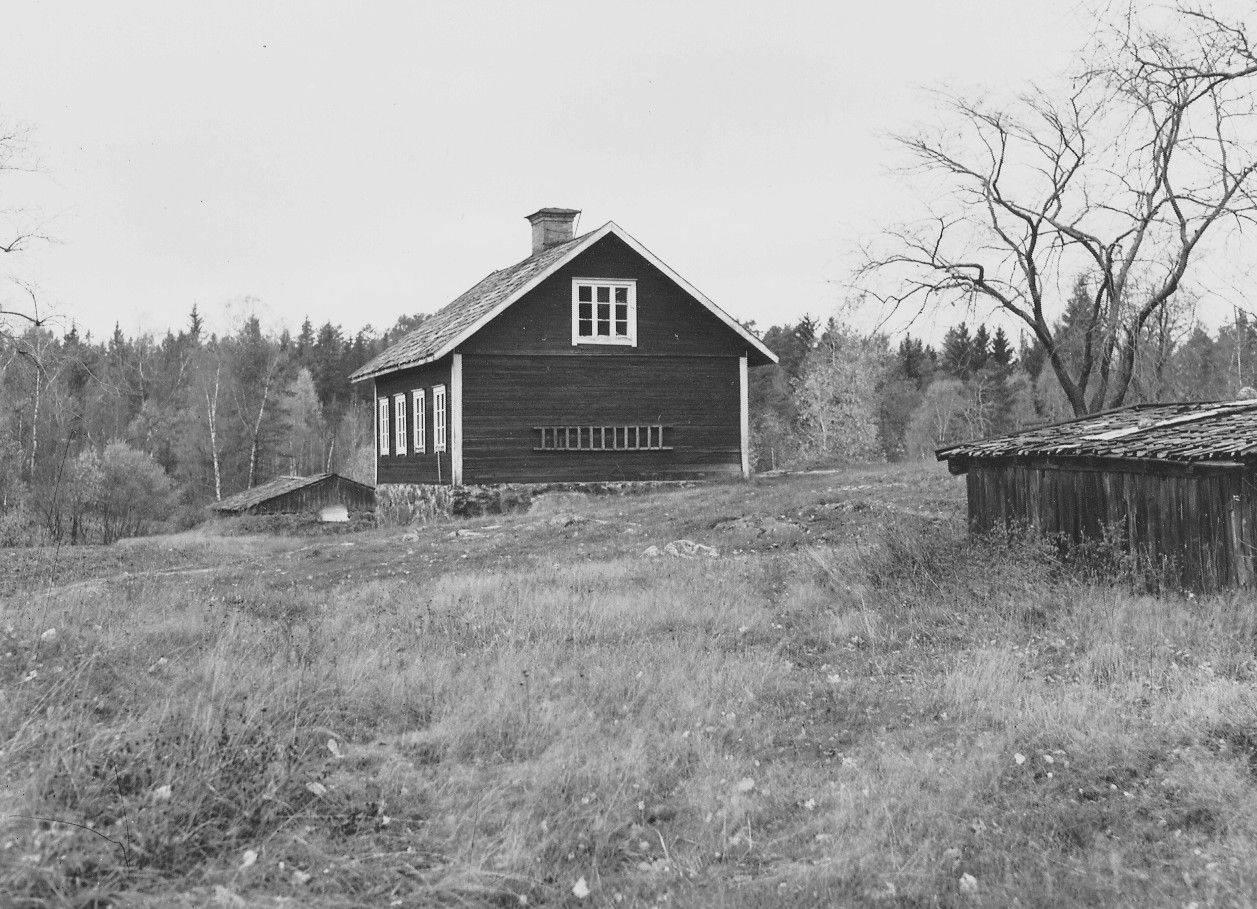
Statarlängan